# بی‌ایکس گاوران
بی‌ایکس گاوران یک ستاره است که در صورت فلکی گاوران قرار دارد.